# Costa Mesa
Costa Mesa és una ciutat del Comtat d'Orange (Califòrnia). Segons el cens de l'1 de gener de 2010 tenia 117.178 habitants.

## Demografia
Segons el cens del 2000, Costa Mesa tenia 108.724 habitants, 39.206 habitatges, i 22.778 famílies. La densitat de població era de 2.685,8 habitants/km².
Dels 39.206 habitatges en un 29,2% hi vivien nens de menys de 18 anys, en un 42,8% hi vivien parelles casades, en un 10,3% dones solteres, i en un 41,9% no eren unitats familiars. En el 28,1% dels habitatges hi vivien persones soles el 6,3% de les quals corresponia a persones de 65 anys o més que vivien soles. El nombre mitjà de persones vivint en cada habitatge era de 2,69 i el nombre mitjà de persones que vivien en cada família era de 3,34.
Per edats la població es repartia de la següent manera: un 23,2% tenia menys de 18 anys, un 11,2% entre 18 i 24, un 39% entre 25 i 44, un 18,1% de 45 a 60 i un 8,4% 65 anys o més.
L'edat mediana era de 32 anys. Per cada 100 dones de 18 o més anys hi havia 103,9 homes.
La renda mediana per habitatge era de 50.732 $ i la renda mediana per família de 55.456 $. Els homes tenien una renda mediana de 38.670 $ mentre que les dones 32.365 $. La renda per capita de la població era de 23.342 $. Entorn del 8,2% de les famílies i el 12,6% de la població estaven per davall del llindar de pobresa.

## Poblacions més properes
El següent diagrama mostra les poblacions més properes.